# Joseph – König der Träume
Joseph – König der Träume (Originaltitel: Joseph: King of Dreams) ist ein US-amerikanischer Zeichentrickfilm der Regisseure Rob LaDuca und Robert C. Ramirez von DreamWorks SKG aus dem Jahr 2000. Der Film wurde direkt für den DVD/Video-Markt produziert.

## Handlung
Der Film behandelt die biblische Geschichte des Patriarchen Joseph.
Jakob, Vater einer Großfamilie, bekommt von seiner zweiten Frau endlich ein Kind, Joseph. Sowohl Vater und Mutter Rahel als auch die Brüder sind begeistert und feiern das „Wunderkind“. Als Zeichen dafür bekommt er auch einen von seiner Mutter gewebten Mantel, der ihn als etwas Besonderes ausweist, kein anderer Bruder hat so etwas. Während die großen Brüder die Schafherde hüten, lernt Joseph von seinem Vater lesen und schreiben, unter anderem auch Hieroglyphen. Eines Tages träumt er, dass die Herde von Wölfen überfallen und dabei der Bock gerissen wird. Er schlägt Alarm, die Brüder, die dadurch aufgeweckt und von Jakob eine Stunde früher zur Arbeit geschickt wurden, sind nicht sehr begeistert. Joseph schafft es, den Vater zu überreden, einmal mit seinen Brüdern die Herde hüten zu dürfen. Diese nutzen die Gelegenheit aus, um selbst schwimmen zu gehen. Während Joseph nun alleine auf die Herde aufpasst, wird sie tatsächlich von Wölfen überfallen und der Bock erlegt; der Traum hat sich bewahrheitet.
Im nächsten Traum sieht Joseph, wie sich die Weizengarben der Brüder vor der seinigen verneigen und die Sterne sowie Sonne und Mond ihm die Ehre erweisen. Jakob versucht seine Kinder zu beruhigen, diese sind jedoch sehr aufgebracht. Bei der nächsten Gelegenheit wird Joseph in ein Erdloch geworfen und anschließend an Händler verkauft, die ihn auf einem ägyptischen Sklavenmarkt an Potifar, einen hohen Regierungsbeamten, verkaufen. In diesem Haus wird schnell klar, dass Joseph zu mehr taugt als nur zum Boden reinigen. Er steigt auf und bekommt immer wichtigere Aufgaben, dabei begegnet er sowohl Potifars Frau als auch Asenath. Erstere zeigt ihr Interesse an Joseph sehr deutlich, während dieser seinen Herrn nicht hintergehen will. Genau das wird ihm zum Verhängnis, da er nun genau des Verbrechens beschuldigt und verurteilt wird, das er nicht begehen wollte. Joseph kommt ins Gefängnis und deutet dort die Träume von Hofmundschenk und Hofbäcker richtig; seine Bitte, dass seiner gedacht wird, verhallt zunächst ungehört. Lange Zeit sitzt er nun alleine ein, ein Granatapfelbaum wächst unter seiner Fürsorge in der Zelle heran. Asenath ist ein weiterer Hoffnungsschimmer, sie bringt ihm Essen.
Potifar erscheint und holt Joseph aus dem Gefängnis, da der Pharao Träume hat, die sonst niemand deuten kann. Durch die von Gott geschenkte Gabe kann Joseph auf die folgenden sieben guten und sieben schlechten Jahre hinweisen. Zugleich gibt er den Ratschlag, Vorratskammern anzulegen, um eine Hungersnot zu vermeiden. der Pharao ist so beeindruckt, dass er Joseph damit beauftragt; nun gibt es außer dem Pharao niemanden mehr in Ägypten, der mächtiger als Joseph ist. Während der sieben guten Jahre lässt Joseph Vorratskammern anlegen, heiratet Asenath und bekommt mit ihr zwei Söhne. Die sieben schlechten Jahre wirken sich auch auf Kanaan aus, die Heimat von Josephs Familie. Die Brüder kommen und wollen Getreide kaufen. Joseph verweigert es ihnen zunächst, erlaubt es dann allerdings unter der Bedingung, dass Benjamin, der jüngste Bruder auch nach Ägypten kommt, und bis zur Wiederkehr eine Geisel bei ihm bleibt. Bei der Rückkehr wird ein großes Fest gefeiert; als die Brüder wieder aufbrechen wollen, um in der Heimat die Familie zu versorgen, entdeckt Joseph in Benjamins Getreidesack den Becher, den Joseph dort verstecken ließ. Um Benjamin zu schützen gestehen die Brüder alles, auch dass es Unrecht war, Joseph zu verkaufen. Daraufhin gibt sich Joseph zu erkennen und versöhnt sich mit den Brüdern. Jakob und die ganze Familie werden nach Ägypten geholt um hier die Hungersnot zu überstehen.

## Synchronisation
Die Synchronisation wurde von der Interopa Film GmbH in Auftrag gegeben. Markus Engelhardt schrieb das Dialogbuch, Marianne Groß führte die Dialogregie.
| Rolle                | englischer Sprecher | deutscher Sprecher     |
| -------------------- | ------------------- | ---------------------- |
| Joseph               | Ben Affleck         | Benno Fürmann          |
| Joseph (Singstimme)  | David Campbell      | Matthias Pagani        |
| Juda                 | Mark Hamill         | Hans-Jürgen Dittberner |
| Jakob                | Richard Herd        | Hans Teuscher          |
| Jakob (Singstimme)   | Russell Buchanan    | Lothar Stadtfeld       |
| Rahel                | Maureen McGovern    | Angelika Milster       |
| Asenath              | Jodi Benson         | Christin Marquitan     |
| Asenath (Singstimme) | Jodi Benson         | Marion Musiol          |
| Suleika              | Judith Light        | Heike Schroetter       |
| Potifar              | James Eckhouse      | Klaus-Dieter Klebsch   |
| Pharao               | Richard McGonagle   | Reiner Schöne          |
| Simeon               | Steven Weber        | Stefan Staudinger      |
| Mundschenk           | René Auberjonois    | Michael Tietz          |
| Bäcker               | Ken Hudson Campbell | Frank Ciazynski        |
| Ruben                | Tom Virtue          | Gunnar Helm            |
| Levi                 | Jeff Bennett        | Viktor Neumann         |
| Isaschar             | Jess Harnell        | Erich Räuker           |
| Benjamin             | Matt Levin          | Sebastian Schulz       |